# Roue de Minto

Roue de Minto

La roue de Minto est un moteur thermique nommé d'après Wally Minto. Le moteur se compose d'un ensemble de chambres étanches disposées en cercle, chaque chambre étant reliée à la chambre qui lui fait face. Une chambre de chaque paire connectée est remplie d'un liquide à bas point d'ébullition (propane ( T B = − 42 °C) et R-12 ( T B = − 29,8 °C) sont répertoriés dans les articles de Mother Earth News). Idéalement, le fluide a également une pression de vapeur et une densité élevées.

## Fonctionnement
Lorsque la chambre inférieure de chaque paire est chauffée, le liquide commence à se vaporiser, forçant le liquide restant à se déplacer vers la chambre supérieure. Ce transfert de fluide provoque un déséquilibre de poids, ce qui fait tourner la roue. La brochure de Minto suggère également d'obtenir un différentiel de pression avec un gaz dissous au lieu d'un gaz bouillant. De l'eau gazeuse ou du propane dissous dans du kérosène sont suggérés.

## Caractéristiques
La roue Minto fonctionne sur de faibles changements de température et produit une grande quantité de couple, mais à une vitesse de rotation très faible.[réf. nécessaire] La vitesse de rotation est directement proportionnelle à la surface des conteneurs utilisés, le volume et la hauteur de la roue. Plus le rapport surface/volume est élevé, plus la vitesse de révolution est élevée.

## Histoire

### Frères Iske et Israel L. Landis
En 1881, les frères Iske ont obtenu un brevet pour un design similaire à la roue de Minto. Le brevet propose des lampes comme sources de chauffage.

US Patent US242454, granted to the Iske brothers
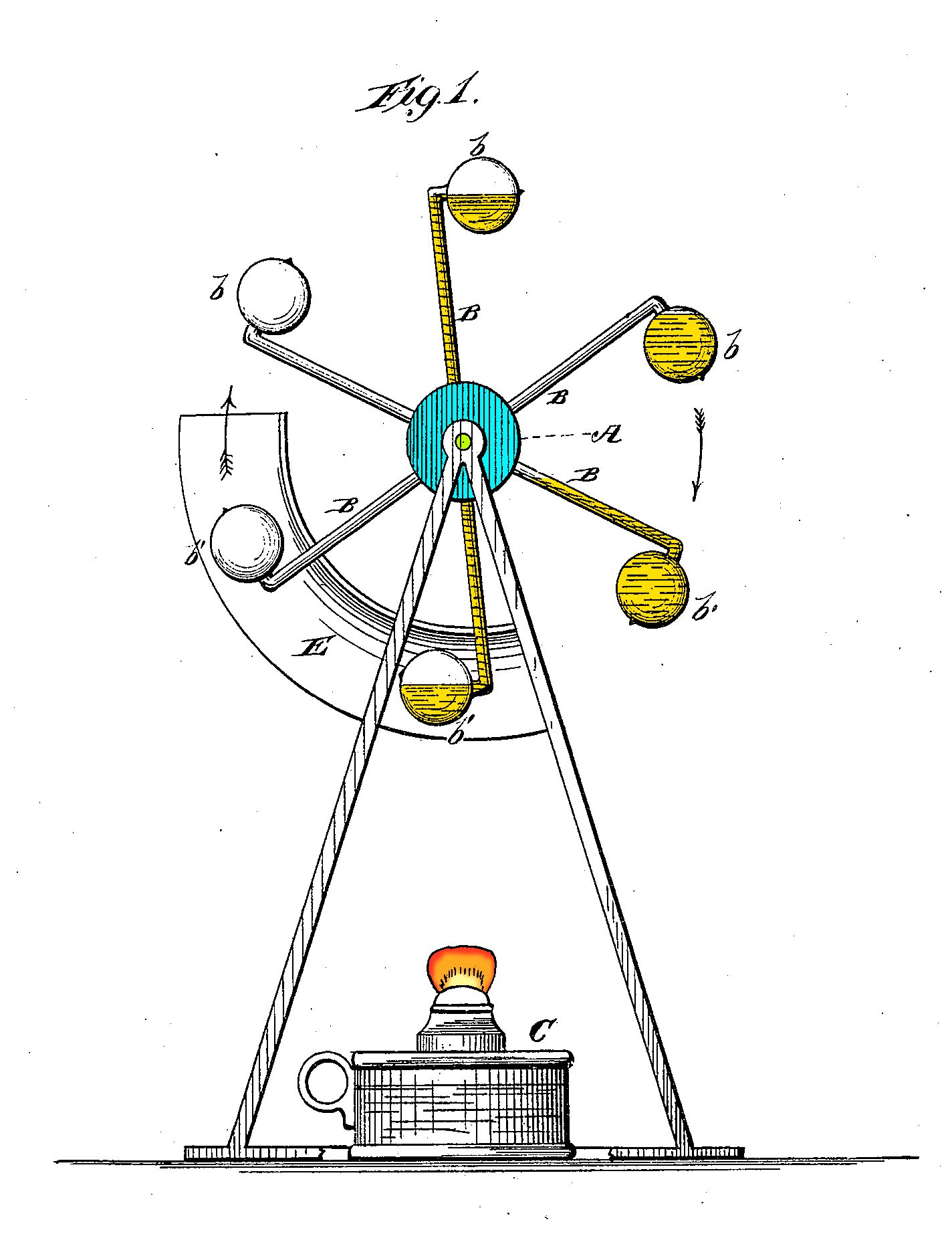

US Patent US243909, granted to the Iske brothers
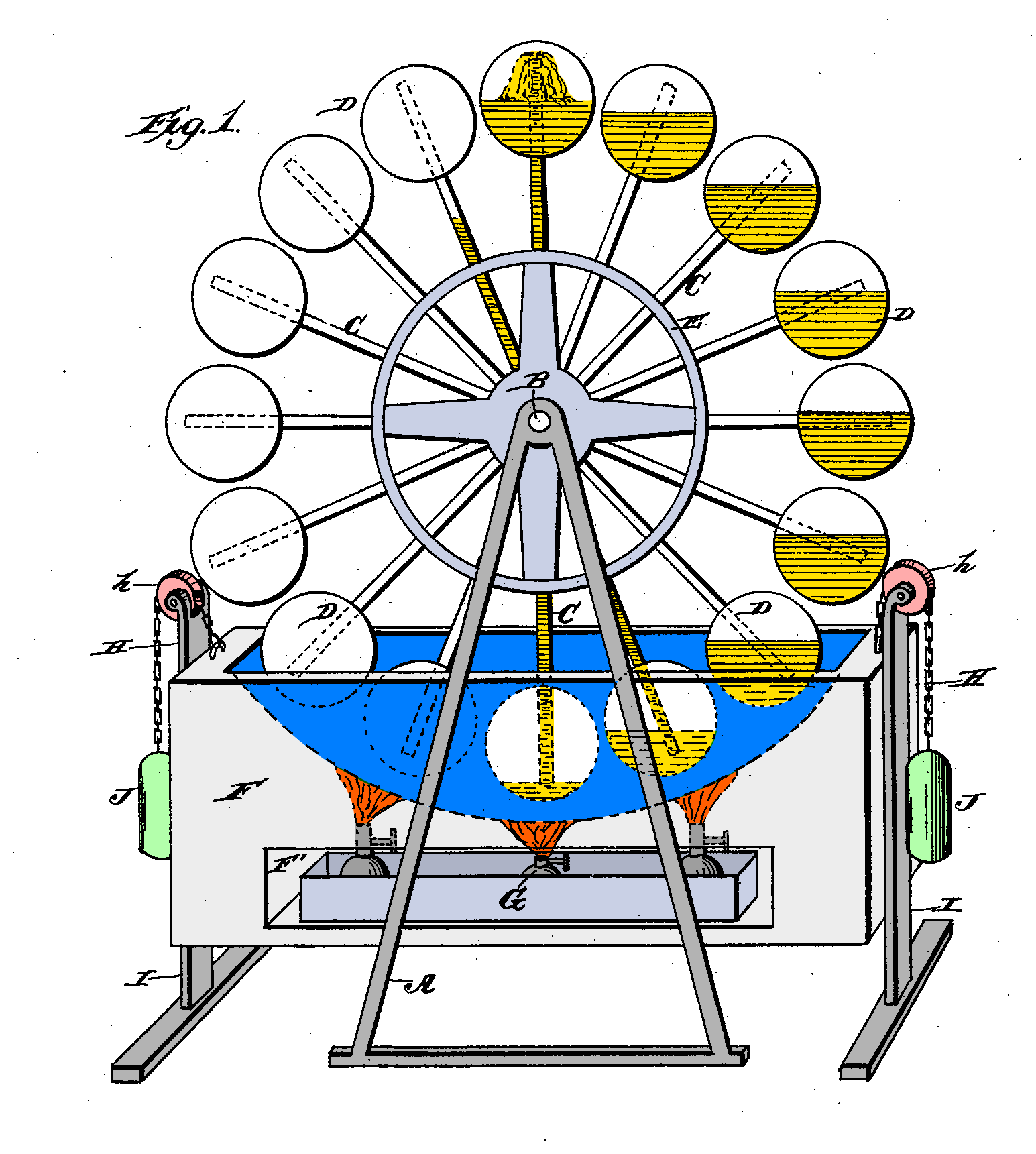
Figure 1
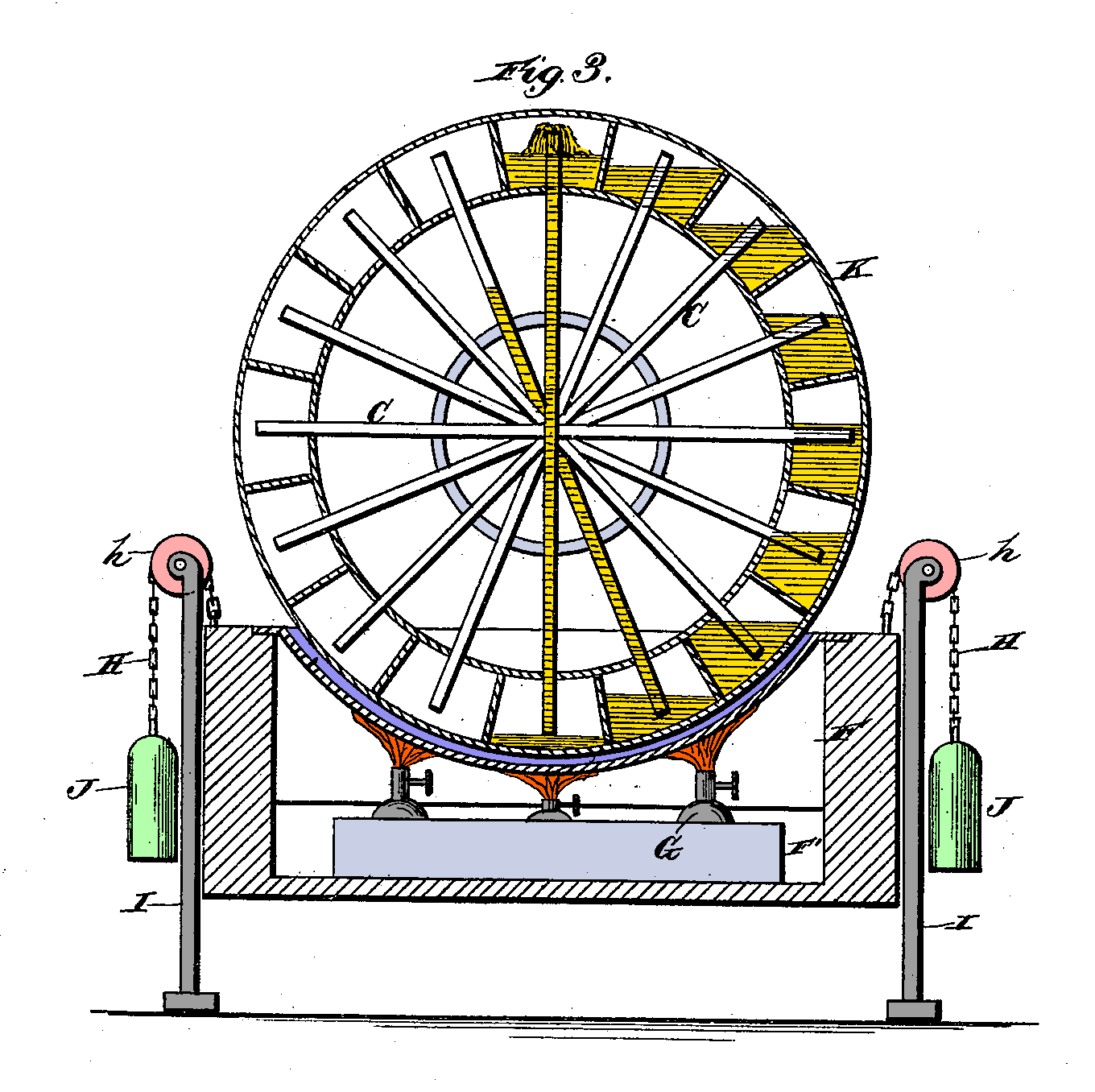
figure 3

Plus tard la même année, Israel L. Landis a obtenu un brevet pour un moteur similaire. Différent de la roue Minto et du brevet des frères Iske, le moteur oscille, mais ne tourne pas.

US Patent US250821
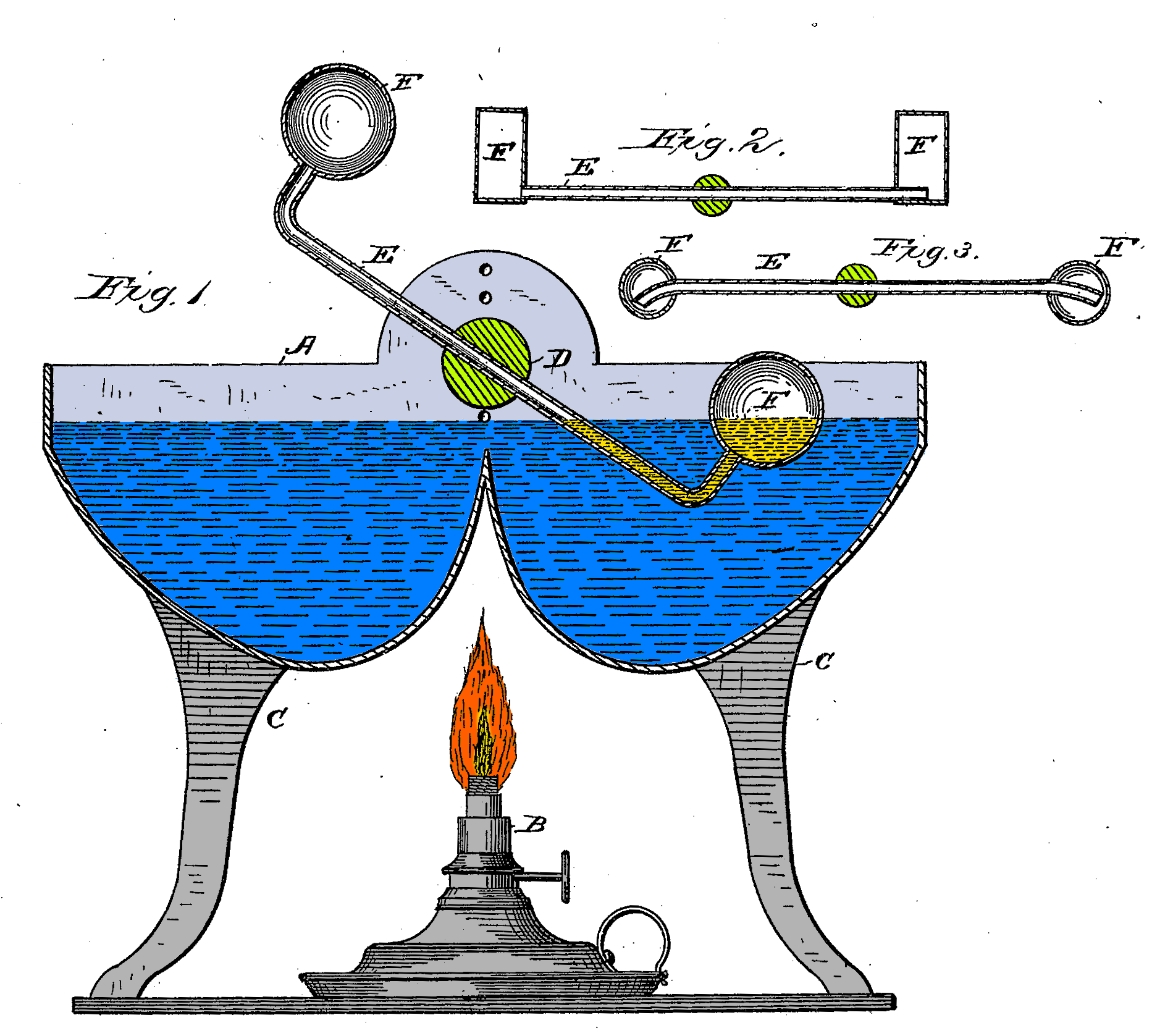
Figure 1

Au cours des années suivantes, les frères Iske ont obtenu divers brevets, dont certains concernant des modifications et/ou des améliorations sur des moteurs similaires à la roue de Minto et un moteur oscillant similaire à la conception d'Israël L. Landis.

US Patent 253867
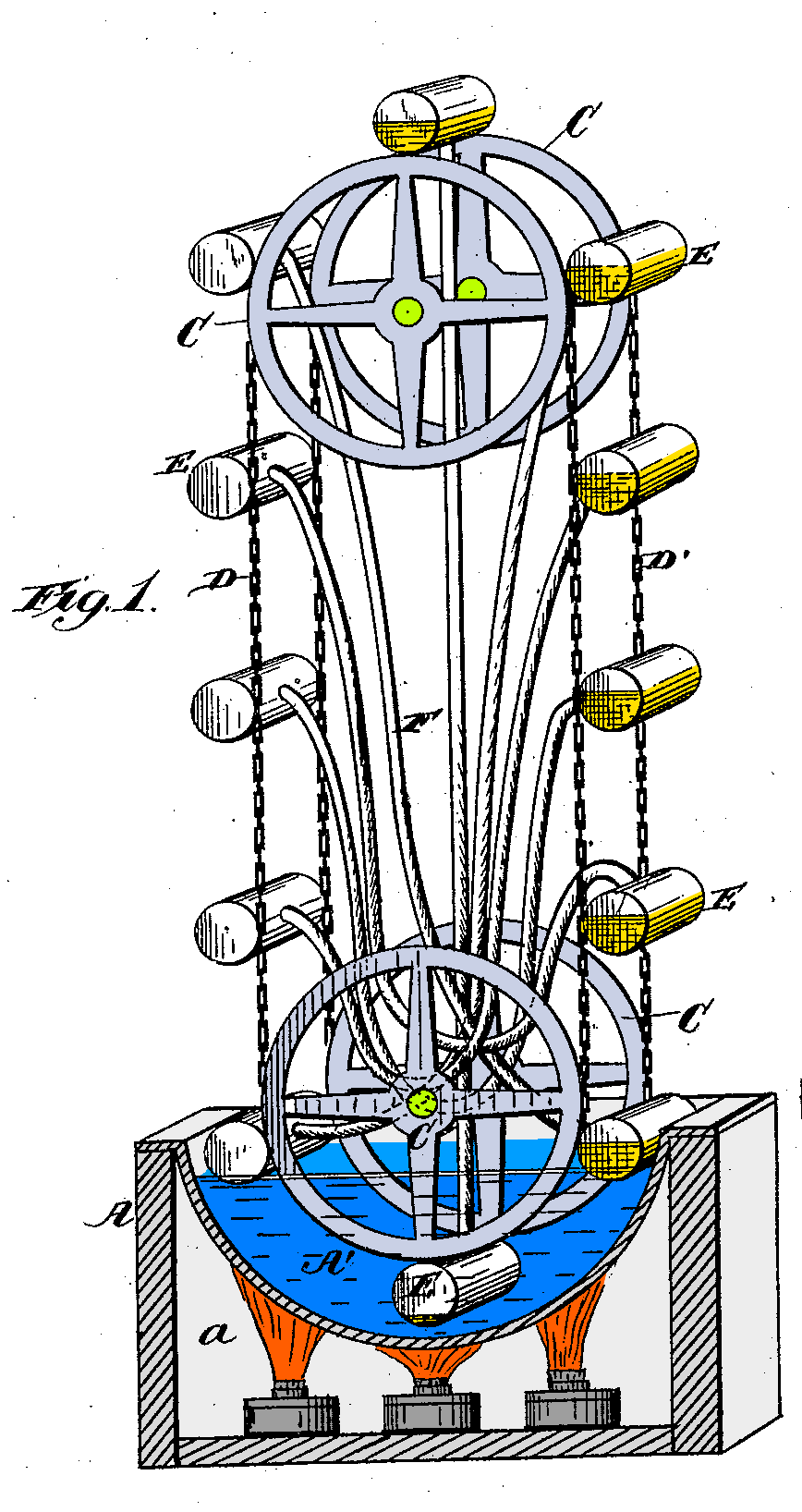
Figure 1
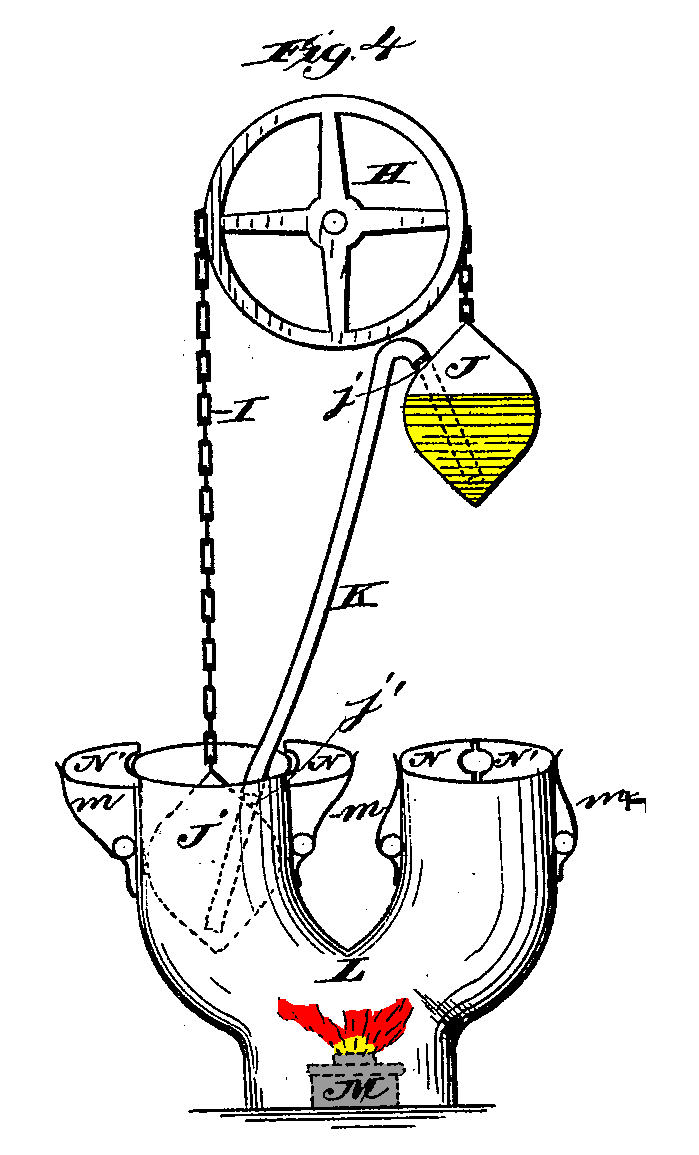
Figure 4

US Patent US253868
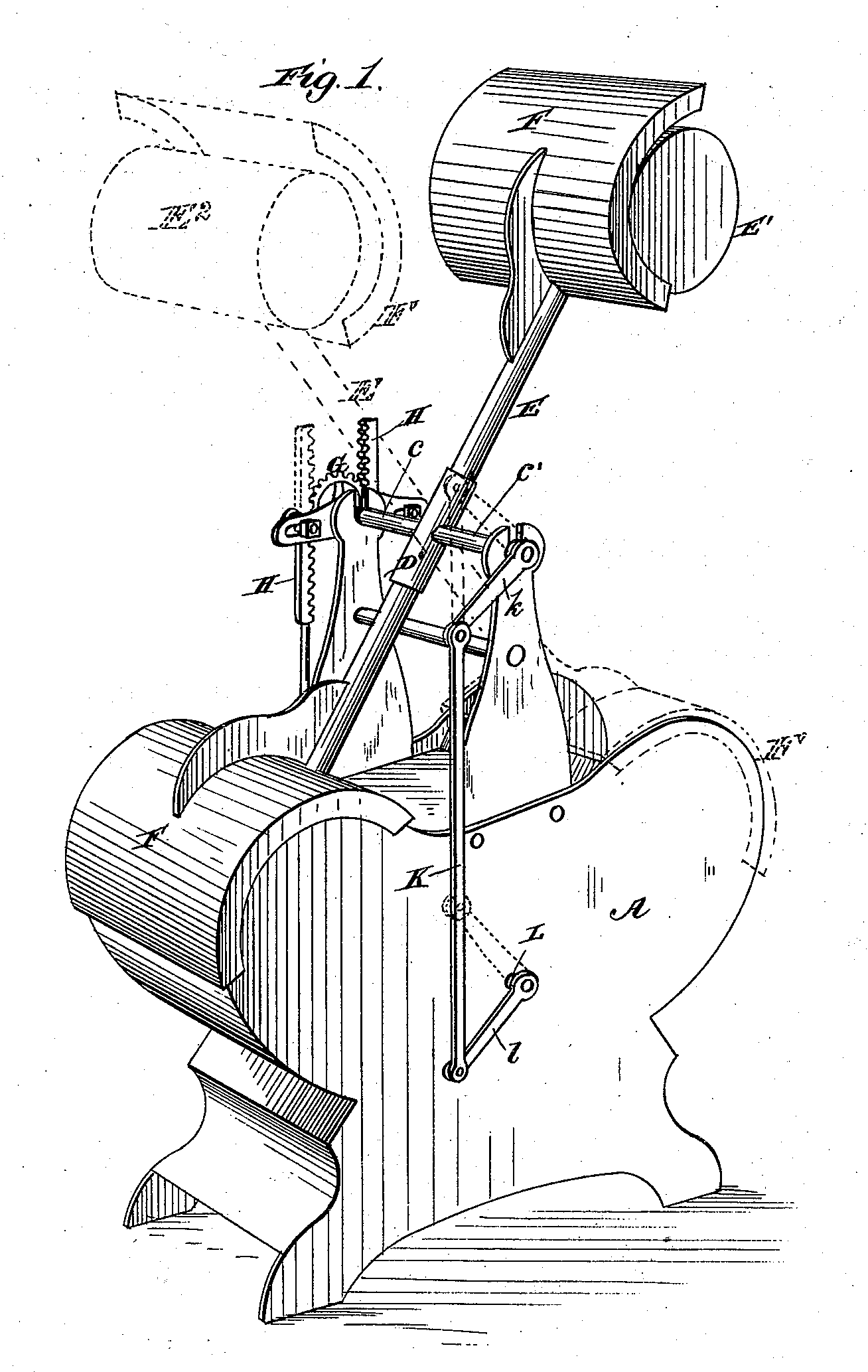
Figure 1
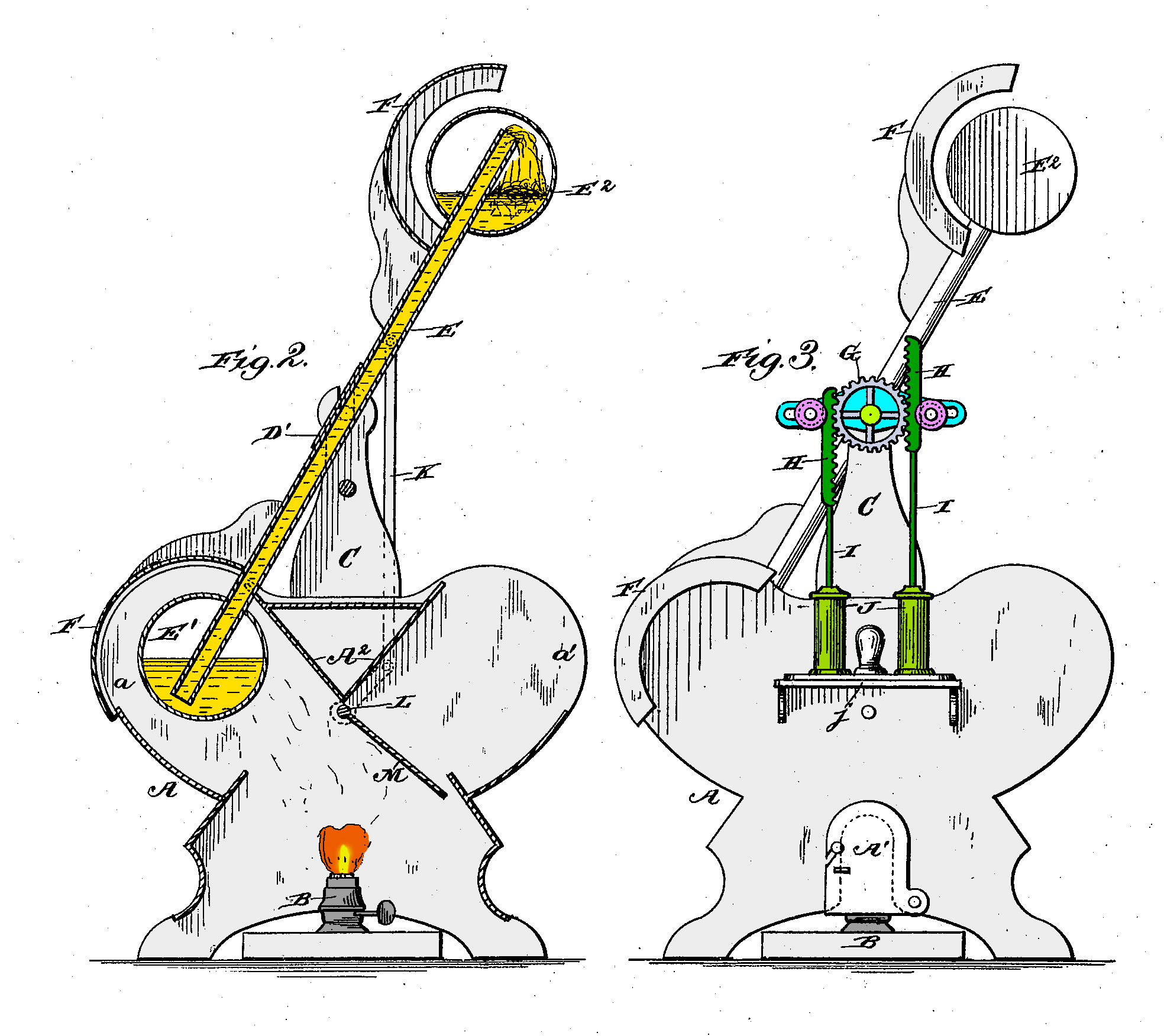
Figures 2 et 3

US Patent 271639
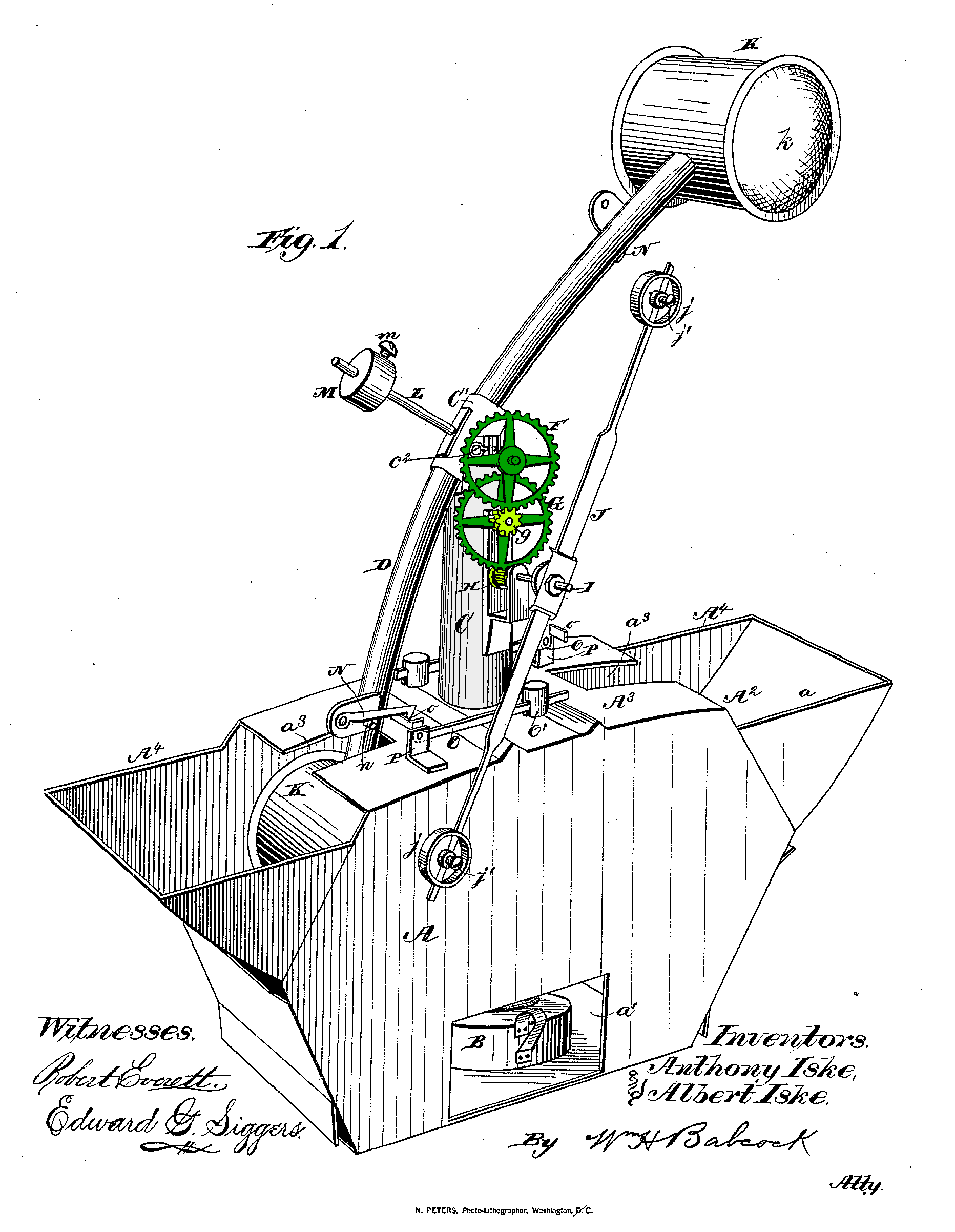
Figure 1
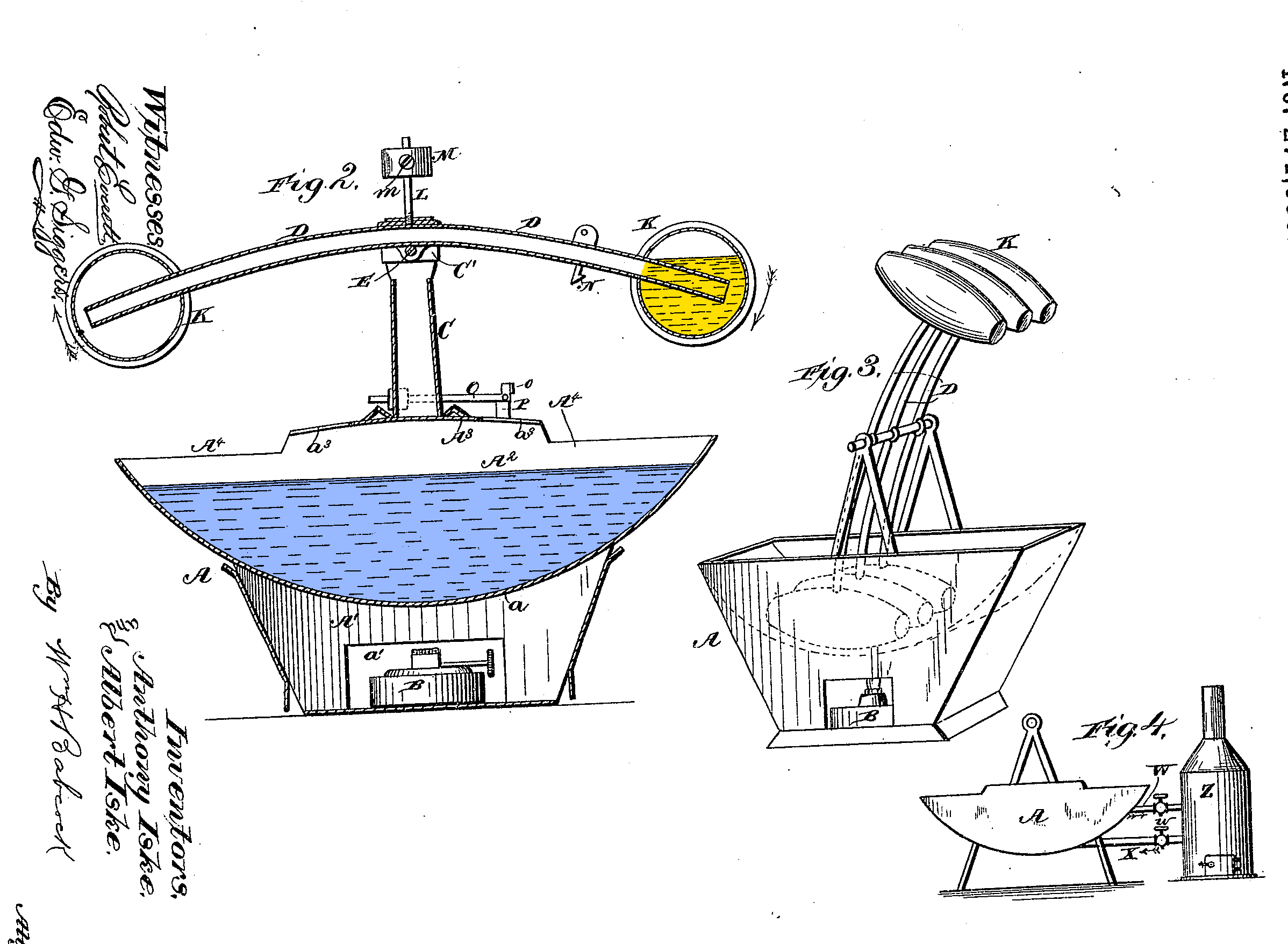
Figures 2 et 3

### L'oiseau buveur
Les types de moteurs oscillants des frères Iske et Landis sotn liés à l'oiseau buveur, qui date des années 1910 à 1930. Il a été breveté aux États-Unis en 1945 et 1946 par deux inventeurs différents.

drinking bird US patents
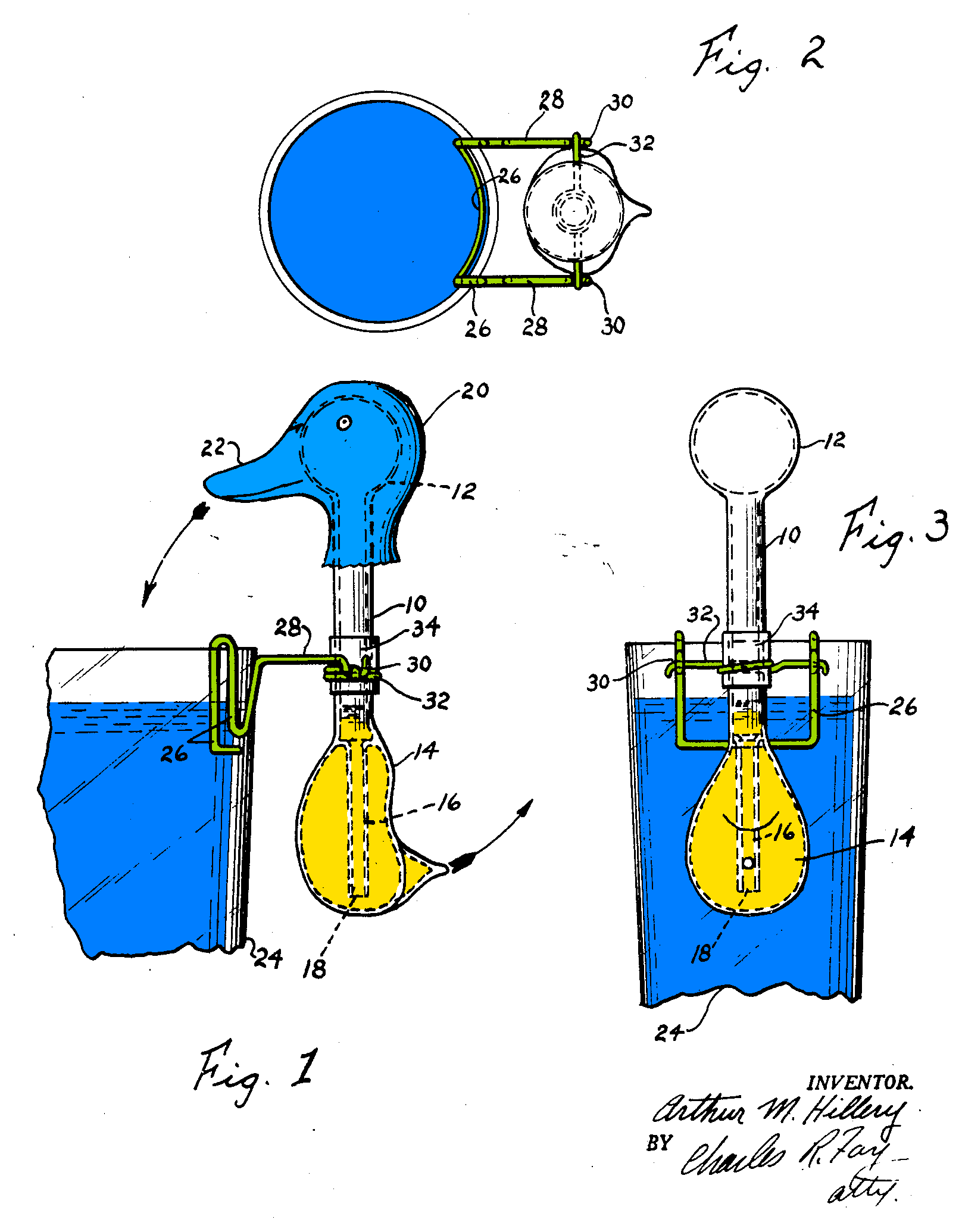
Arthur M. Hillery, 1944
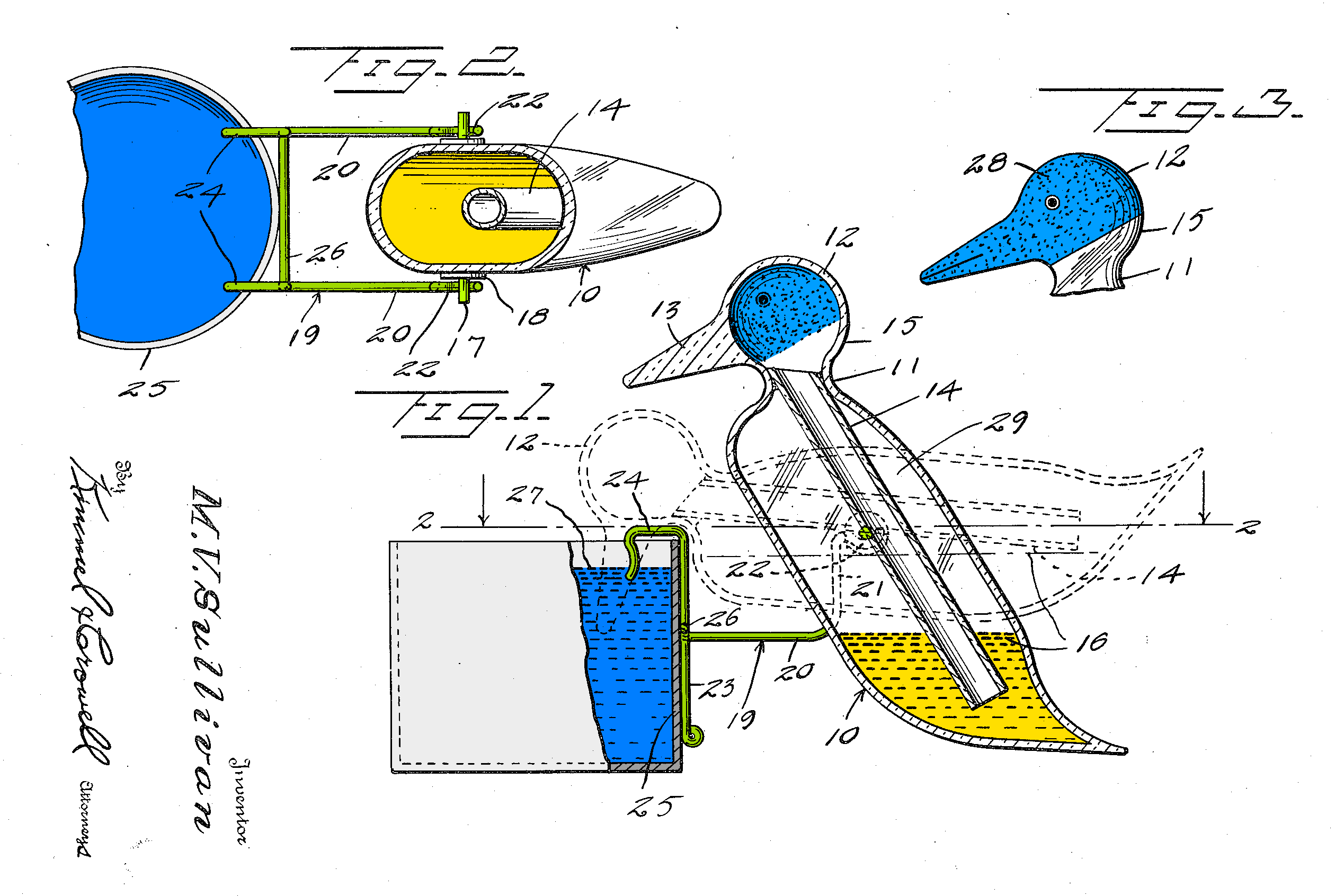
Miles V. Sullivan, 1945

### La contribution de Wally Minto
Wally Minto a expérimenté différents fluides de travail. Avec les fluides de travail qu'il utilisait, il réduisait la différence de température requise, permettant au moteur - par exemple - de fonctionner à l'énergie solaire. Basée sur le fluide de travail, sa roue améliorée est également connue sous le nom de " Freon Power Wheel ". Le magazine Popular Science en a parlé dans son numéro de mars 1976. 

### Exemples
Un exemple fonctionnel d'une roue de Minto a été publié pour la première fois dans une série d'articles dans The Mother Earth News, numéros 38 mars, 39 mai et 40 juillet 1976. Les unités de test construites par Mother Earth News (numéro 40, juillet 1976) et les MythBusters (épisode 24, 5 décembre 2004 – "Ming Dynasty Astronaut") ont fonctionné pour convertir la différence de température en couple ; mais pas aussi bien que prévu.[réf. nécessaire]